# 鳍海熊属
鳍海熊属（学名：Pinnarctidion）是食肉目下的一个属。科的地位未定。

## 下属物种
本属包括以下物种：
- 毕氏鳍海熊 Pinnarctidion bishopi Barnes, 1979，毕肖普鳍海熊
- 雷氏鳍海熊 Pinnarctidion rayi Berta, 1994